# لاله هفت‌رنگ
لالهٔ هفت‌رنگ (نام علمی: Tulipa biflora) نام مترادف آن (نام علمی: Tulipa polychroma) است. نام یکی از گونه‌های سردهٔ لاله است. این گیاه در حدود ۱۵ سانتیمتر ارتفاع دارد و در ماه فروردین می‌روید. به نظر این گیاه متداول‌ترین گونهٔ لالهٔ ایرانی باشد که در بین رستنی‌های استپی فلات‌های مرتفع و اکثر در ارتفاعات متوسط دیده می‌شود. شباهت بسیاری به شکل کمرنگ لاله ریزه دارد ولی در مقام مقایسه، این گونه را می‌توان به وسیله قطعات داخلی گلپوش پهن‌تر تشخیص داد. همچنین این گونه ممکن است از یک تا ۶ گل داشته باشد و به‌طور معمول همیشه دارای دو برگ است.

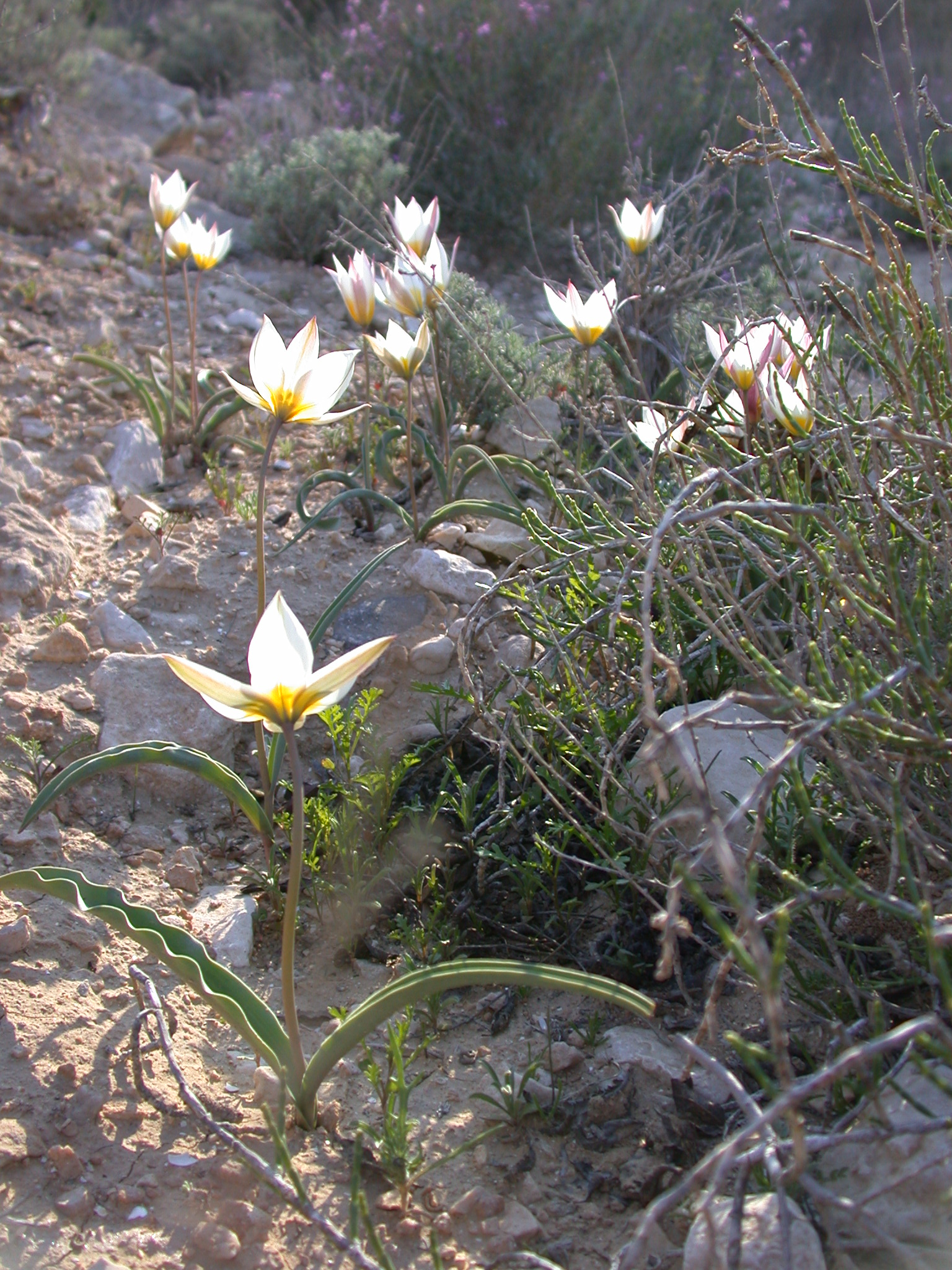
Tulipa polychroma (نام مترادف)
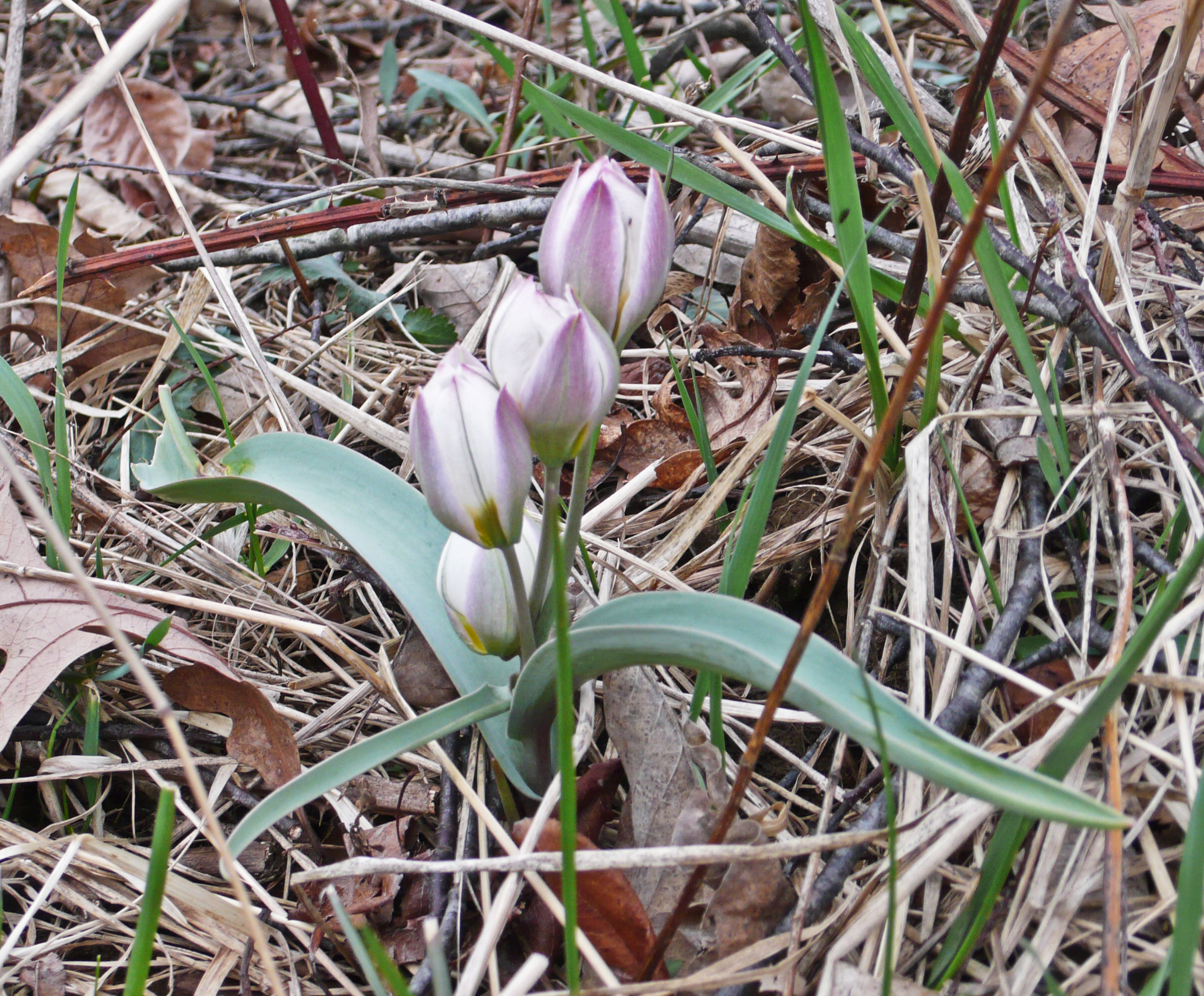
غنچه